# 친위대 제19무장척탄병사단
친위대 제19무장척탄병사단 (제2라트비아)(19. Waffen-Grenadier-Division der SS (lettische Nr. 2))는 나치 독일의 무장친위대 사단 중 하나이다.
1944년 1월 편성되었으며 자매 사단인 제15무장척탄병사단 (제1라트비아)와 함께 친위대 라트비아 군단을 이루었다. 1945년 5월 쿠를란트 고립부에 포위되어 소련군에게 항복했다.

## 같이 보기
- 무장친위대의 부대 목록
- 무장친위대 계급 및 표장